# Zygmunt Moczarski

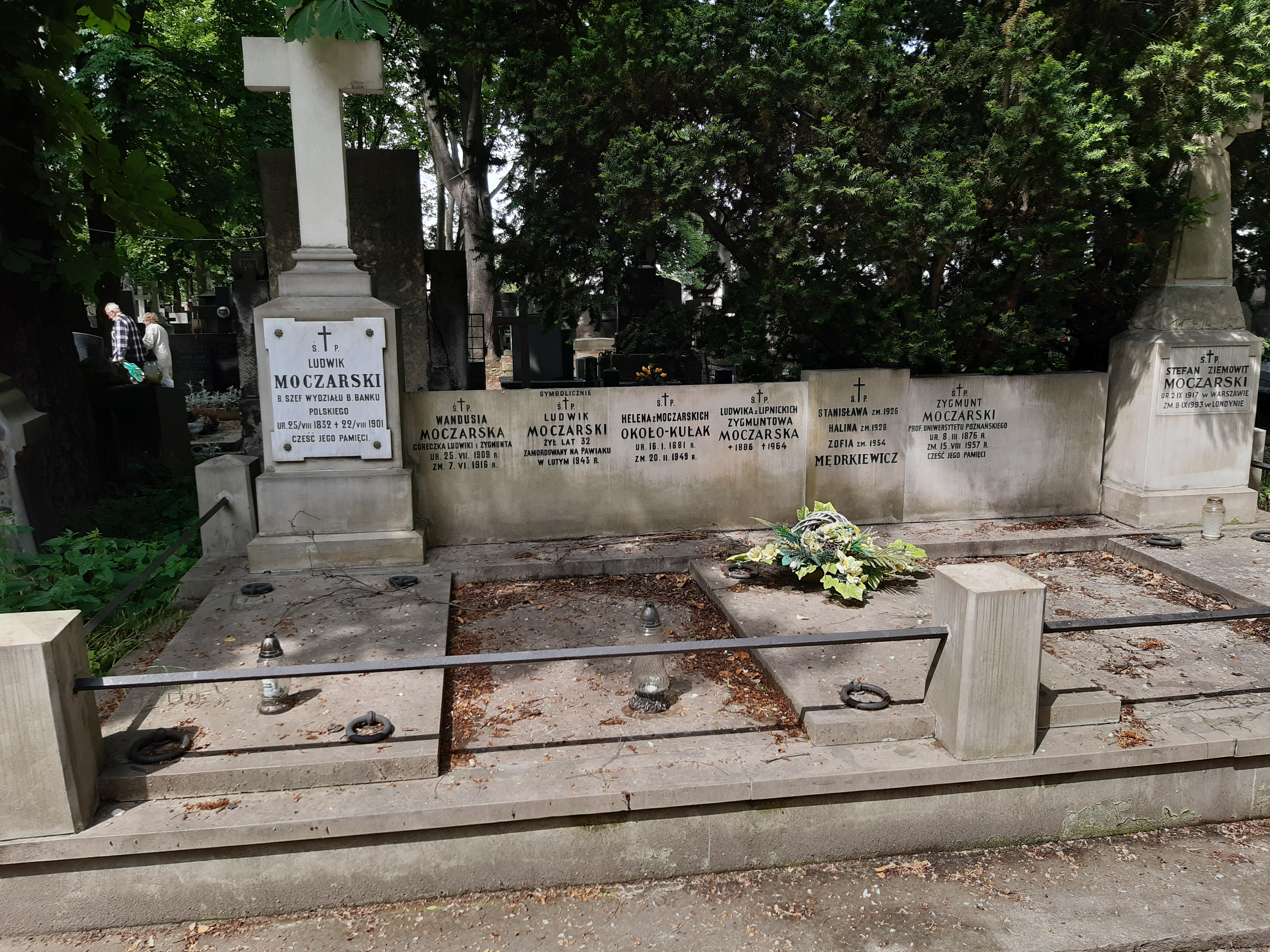
Grób Zygmunta Moczarskiego na cmentarzu Powązkowskim

Zygmunt Adolf Mocarski-Moczarski (ur. 8 marca 1876 w Warszawie, zm. 14 sierpnia 1957 w Poznaniu) – polski biolog, zootechnik, lekarz, profesor Uniwersytetu w Poznaniu.

## Życiorys
Studiował medycynę na Uniwersytecie Warszawskim, a następnie rolnictwo na Uniwersytecie Jagiellońskim i w Akademii Rolniczej w Dublanach. Po ukończeniu nauki został asystentem profesora Józefa Mikułowskiego-Pomorskiego, a następnie Kazimierza Miczyńskiego. Pomiędzy 1907 a 1911 pracował jako nauczyciel przyrody w Bereźnicy, Miłocinie i Czernichowie, a następnie powrócił do Warszawy, gdzie stanął na czele zorganizowanej przy Muzeum Przemysłu i Rolnictwa Katedrze Ogólnej i Szczegółowej Hodowli Zwierząt, Żywienia i Anatomii. Po powstaniu w 1918 Szkoły Głównej Gospodarstwa Wiejskiego kierował Katedrą Hodowli Zwierząt, a następnie został kierownikiem Działu Biologiczno-Hodowlanego w Państwowym Instytucie Naukowym Gospodarstwa Wiejskiego w Puławach. W 1920 zastąpił Karola Malsburga na stanowisku profesora nadzwyczajnego zakładu hodowli zwierząt i stanął na czele Katedry Hodowli Ogólnej Zwierząt Wydziału Rolniczo-Leśnego Uniwersytetu Poznańskiego. W 1936 uzyskał tytuł profesora zwyczajnego.
W uznaniu zasług został odznaczony Krzyżem Komandorskim Orderu Odrodzenia Polski. Spoczywa na cmentarzu Powązkowskim w Warszawie, kwatera 70, rząd 3, miejsce 21.

## Członkostwo
- Poznańskie Towarzystwo Przyjaciół Nauk,
- członek korespondent Wydziału Matematyczno-Przyrodniczego Polskiej Akademii Umiejętności,
- członek tytularny PAN.